# Deadly Venoms
Deadly Venoms – kobieca amerykańska grupa hip-hopowa założona w 1993 roku przez N-Tyce, J-Boo, Champ MC, Finesse i Lin Que. Grupa grała z takimi artystami jak Inspectah Deck, Method Man, Cappadonna, Streetlife czy GZA.

## Albumy
- Antidote (1998)
- Pretty Thugs (2000)
- Still Standing (2002)